# 법현

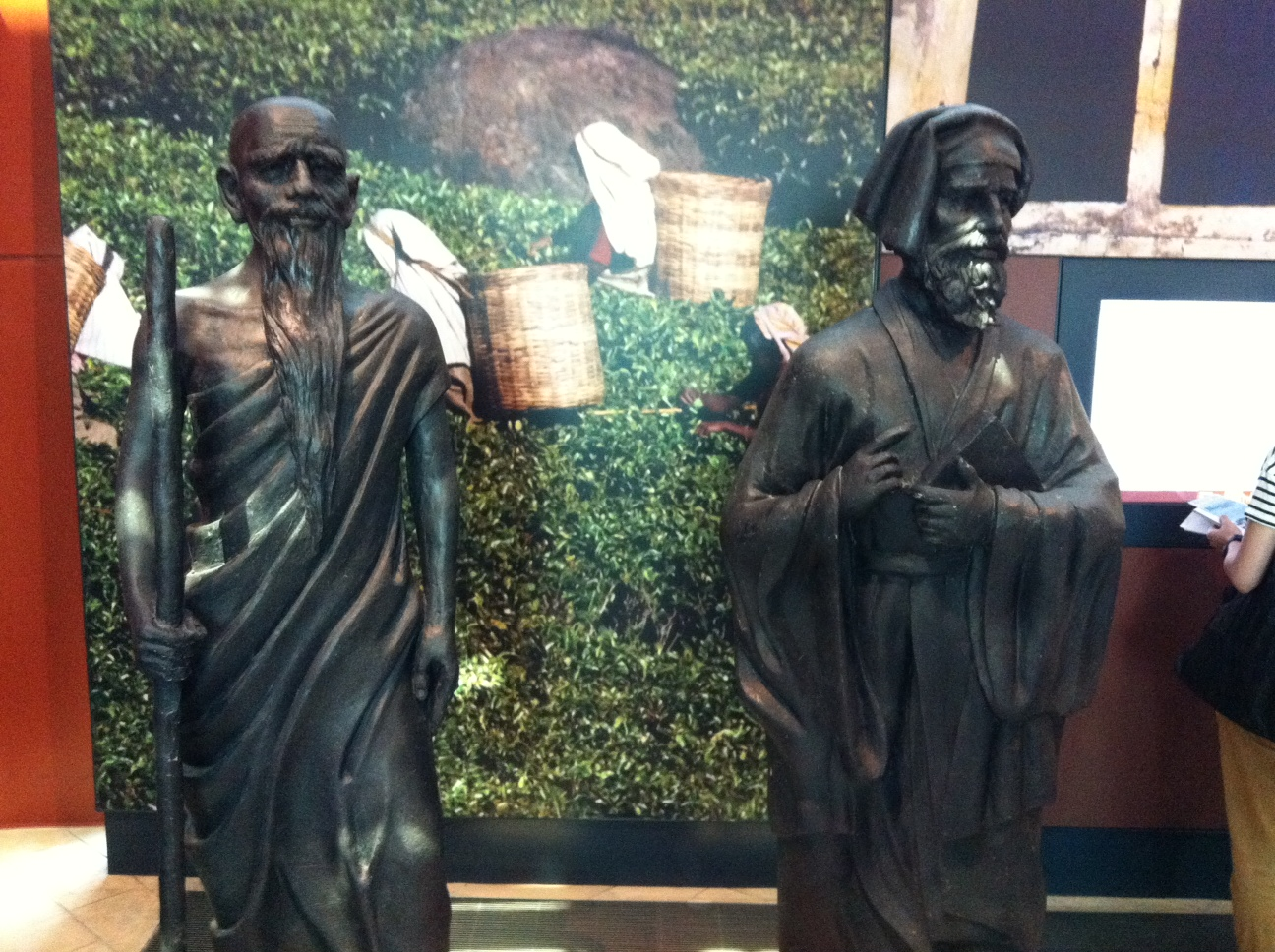

법현(法顯: 함강 3년(337)~영초 3년(422))은 중국 동진의 승려이다. 속세의 성은 공(龔), 평양군(平陽郡) 무양현(武陽縣)(지금의 산시성) 사람이다.

## 생애
3세 때부터 절에 들어가 불도를 공부하였고, 20세에 구족계를 받았다. 당시 사람들은 「뜻과 행동이 명민하고 의궤는 엄숙하였다」고 사람됨을 평하고 있다.
당시의 중국에는 불교 문헌이 한역된 것이 별로 없었으므로 경률에도 착오나 누락이 많았다. 법현은 융안 3년(399년)에 혜경(慧景), 혜응(慧應), 혜외(慧嵬), 도정(道整) 등의 승려와 함께 장안을 출발해 서역으로 떠났다. 도중에 호탄 왕국을 거쳐 6년만에 인도의 굽타 제국에 닿았고, 범어를 배우고, 그곳에서 왕사성(王舍城) 등의 불전과 불적을 살펴본 뒤 《마하승기율》(摩訶僧祇律), 《잡아비담심론》(雜阿毘曇心論), 스리랑카를 돌며 《오분률》(五分律), 《장아함경》(長阿含經) 등의 불교 서적을 구하고 의희 9년(413년)에 남해 항로를 따라 청주(지금의 산둥성)로 귀국하였다. 귀국한 것은 법현 한 사람뿐이었다고 한다.
법현이 기록한 여행기는 《불국기》(佛國記)라는 제목으로, 당시 중앙아시아와 인도에 관한 귀중한 사료가 되고 있다. 돈황에서 유사를 건너던 때의 모습에 대해 「사하(沙河)에는 악령과 뜨거운 바람이 많이 있어서 모두 죽고 단 한 명도 그 목숨을 보전하지 못했다. 하늘에는 새도 날지 않고 땅에는 뛰는 짐승도 없다. 멀리 보아도 눈 닿는 데 없고 갈 곳도 알지 못한다. 다만 죽은 자의 해골이 이정표가 될 뿐이다.」라고 적었다.
귀국한 뒤 법현은 건강(建康)에서 불타발타라(佛陀跋陀羅)를 만나 그가 가져온 《대반열반경》(大般涅槃經), 《대반니원경》 등 많은 불교 서적을 번역하고, 열반종 성립의 기초를 닦았다. 《마하승기율》(摩訶僧祇律) 40권을 번역하였다. 법현은 형주의 신사(辛寺)에서 입적하였다. 향년 86세. 입적한 뒤, 《오분율》도 불태습(佛駄什)이 번역하였다.

## 같이 보기
- 중국의 불교
- 현장
- 의정 (승려)
- 혜초

## 참고 자료
- 이 문서에는 다음커뮤니케이션(현 카카오)에서 GFDL 또는 CC-SA 라이선스로 배포한 글로벌 세계대백과사전의 내용을 기초로 작성된 글이 포함되어 있습니다.